# 법사
법사(法師)는 불교를 교법을 전하는 승려이다. 법주(法主)라고도 부른다.
부처의 가르침에 정통하고 교법(敎法)의 스승이 되는 승려를 이른다. 가르침을 설하는 이, 또는 중생을 이끄는 승려라는 뜻도 있으며, 쉽게 생각하면 승려들 중 설법이 가능한 승려를 의미한다. 또 포교사의 역할도 하는 승려이다.

## 같이 보기
- 도사
- 목사
- 산스크리트 다르마 바나카